# U-Boot-Bunker St. Nazaire

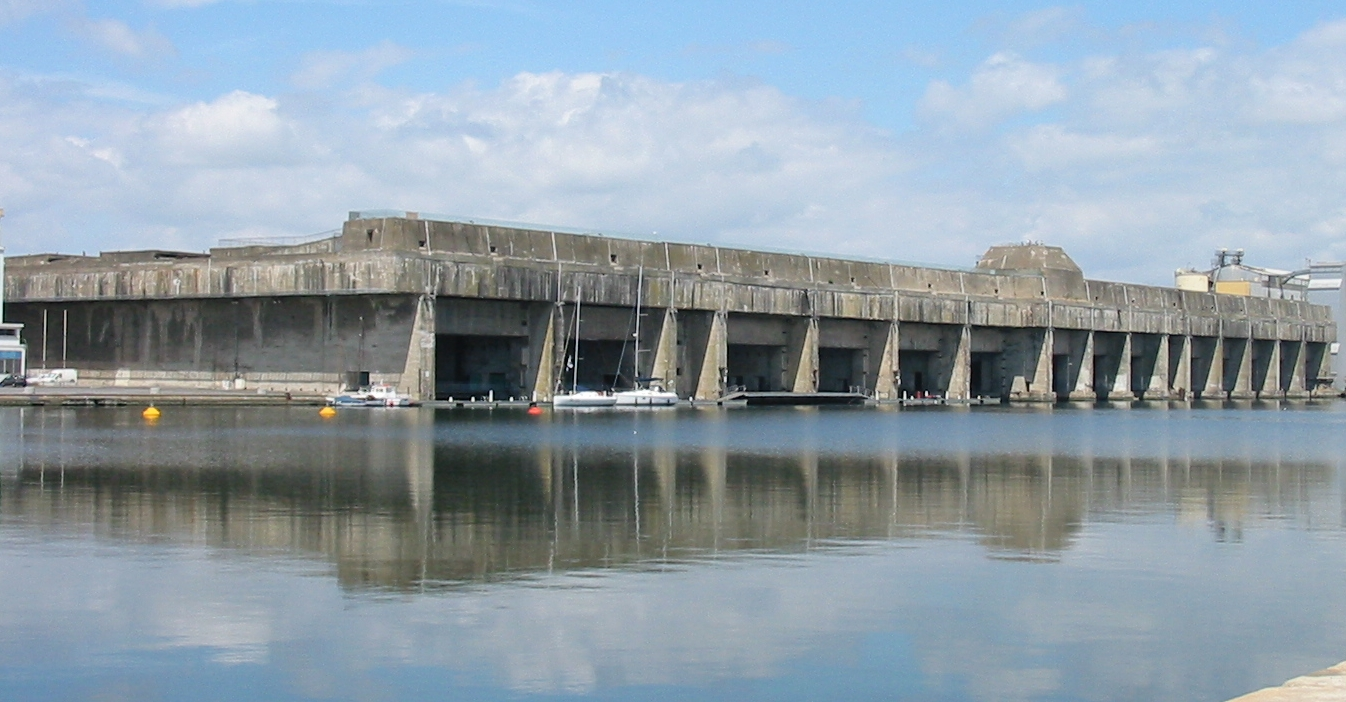
U-Boot-Bunker St. Nazaire

Der U-Boot-Bunker St. Nazaire (französisch Base sous-marine de Saint-Nazaire) wurde während des Zweiten Weltkriegs durch die Deutsche Kriegsmarine in Saint-Nazaire an der französischen Atlantikküste erbaut. Er war einer von fünf großen U-Boot-Stützpunkten, die das Dritte Reich im besetzten Frankreich errichtet hatte.

## Geschichte
Vor dem Zweiten Weltkrieg war Saint-Nazaire einer der größten Häfen an der französischen Atlantikküste. Während des Westfeldzuges erreichte die deutsche Armee im Juni 1940 Saint-Nazaire. Der Hafen wurde umgehend für U-Boot-Operationen genutzt. Als erstes erreichte U 46 Saint-Nazaire am 29. September 1940.
Im Dezember hat eine Kommission der Organisation Todt (Oberbauleitung Süd) den Hafen inspiziert, um Möglichkeiten zu untersuchen, einen luftangriffssicheren U-Boot-Stützpunkt zu bauen. Bald darauf begannen die Arbeiten zur Errichtung eines U-Boot-Bunkers unter Leitung von Ingenieur Probst. Das zum Bau ausgewählte Areal waren die Docks und Gebäude des Unternehmens Compagnie Générale Transatlantique. Die Gebäude dieses Unternehmens wurden zum Bau des Bunkers abgerissen. Der Bau begann im Februar 1941 mit den U-Boot-Boxen 6,7 und 8, die im Juni 1941 fertiggestellt wurden. Von Juli 1941 bis Januar 1942 wurden die U-Boot-Boxen 9 bis 14 gebaut und von Februar bis Juni 1942 die U-Boot-Boxen 1 bis 5. Die Arbeit wurde durch den Bau eines Bunkerturms abgeschlossen.

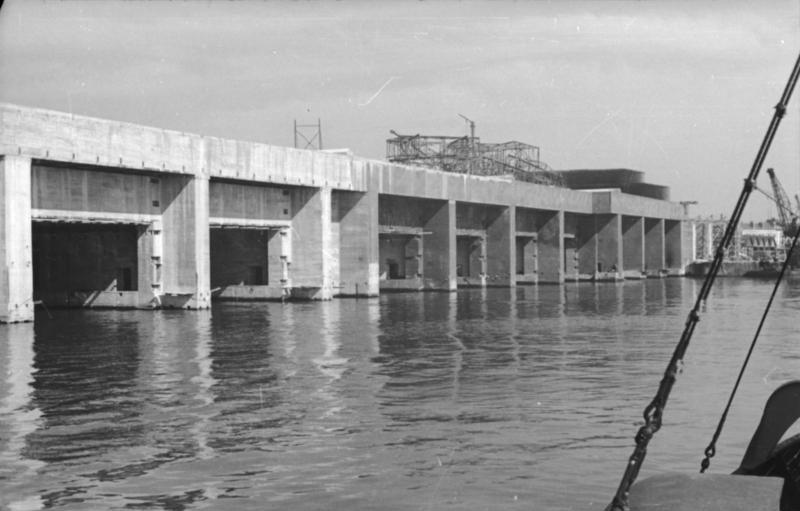
Der U-Boot-Bunker im Bau, April 1942
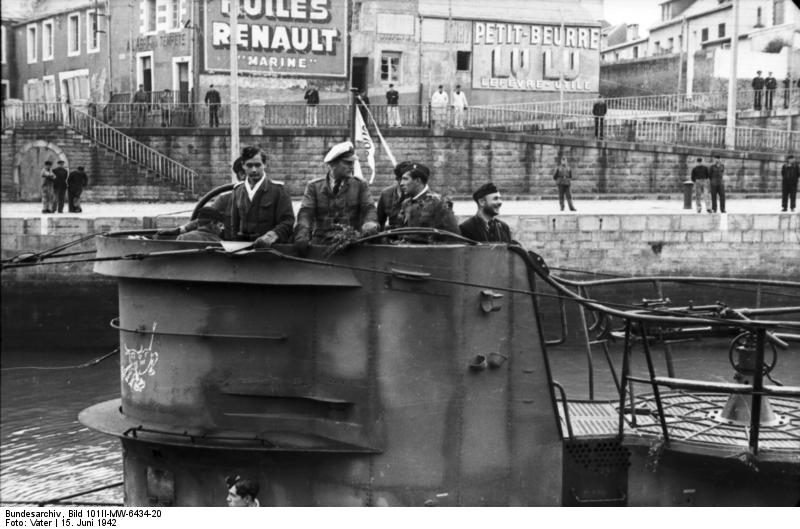
Ein in St. Nazaire einlaufendes U-Boot
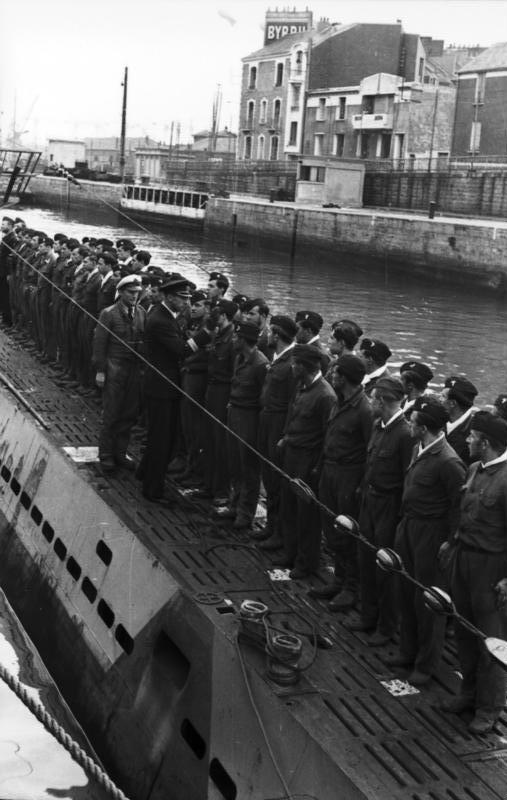
Die Mannschaft auf einem einlaufenden deutschen U-Boot am 15. Juni 1942

Zwischen Ende 1943 und Anfang 1944 wurde eine befestigte Schleuse gebaut, um U-Boote während ihres Transfers von der Loire und den U-Boot-Boxen zu schützen. Die Schleuse ist 155 Meter lang, 25 Meter breit und 14 Meter hoch. Das Dach des Bunkers verfügt über eine Flakbewaffnung.

## Der Aufbau des Bunkers

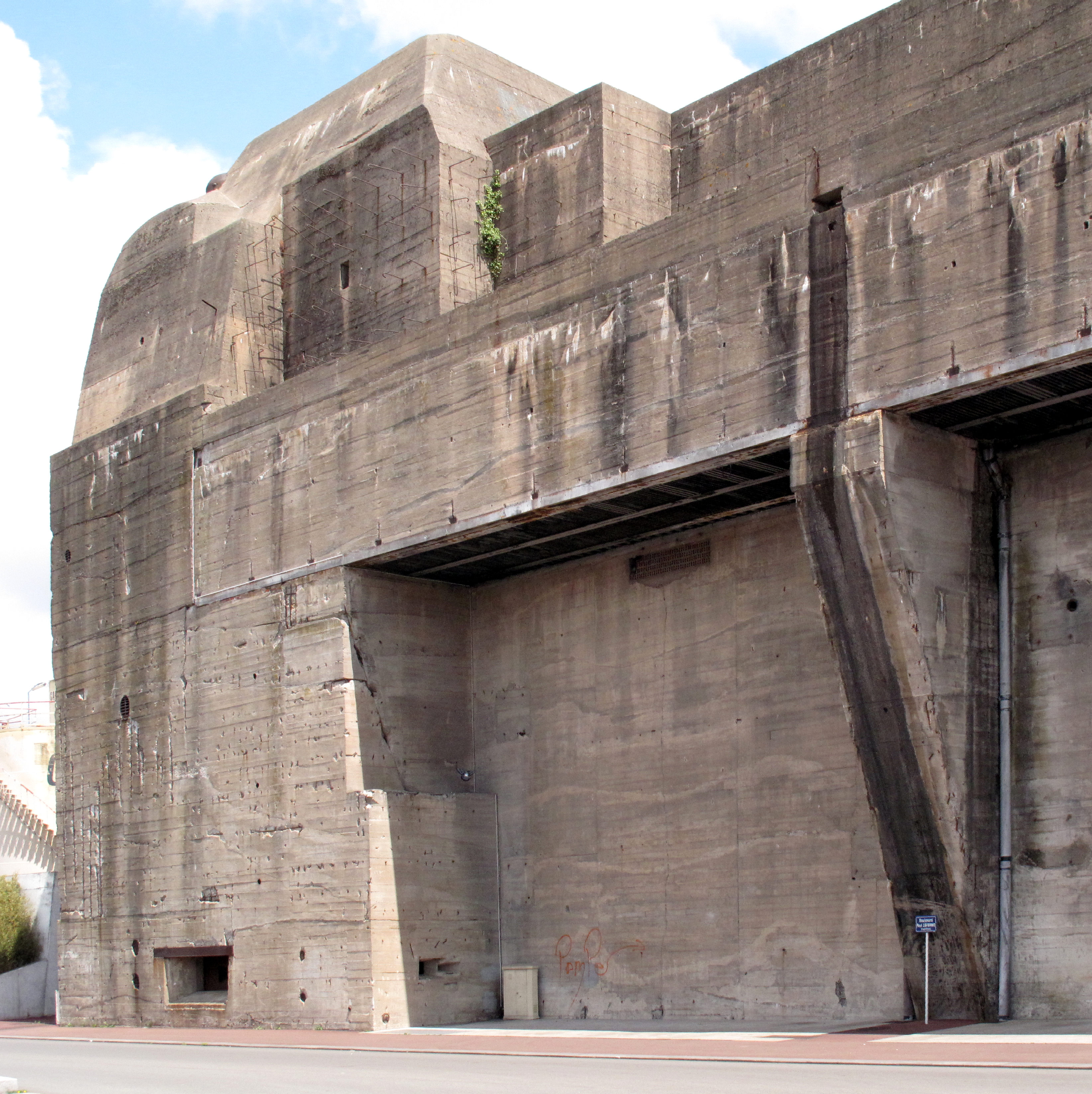
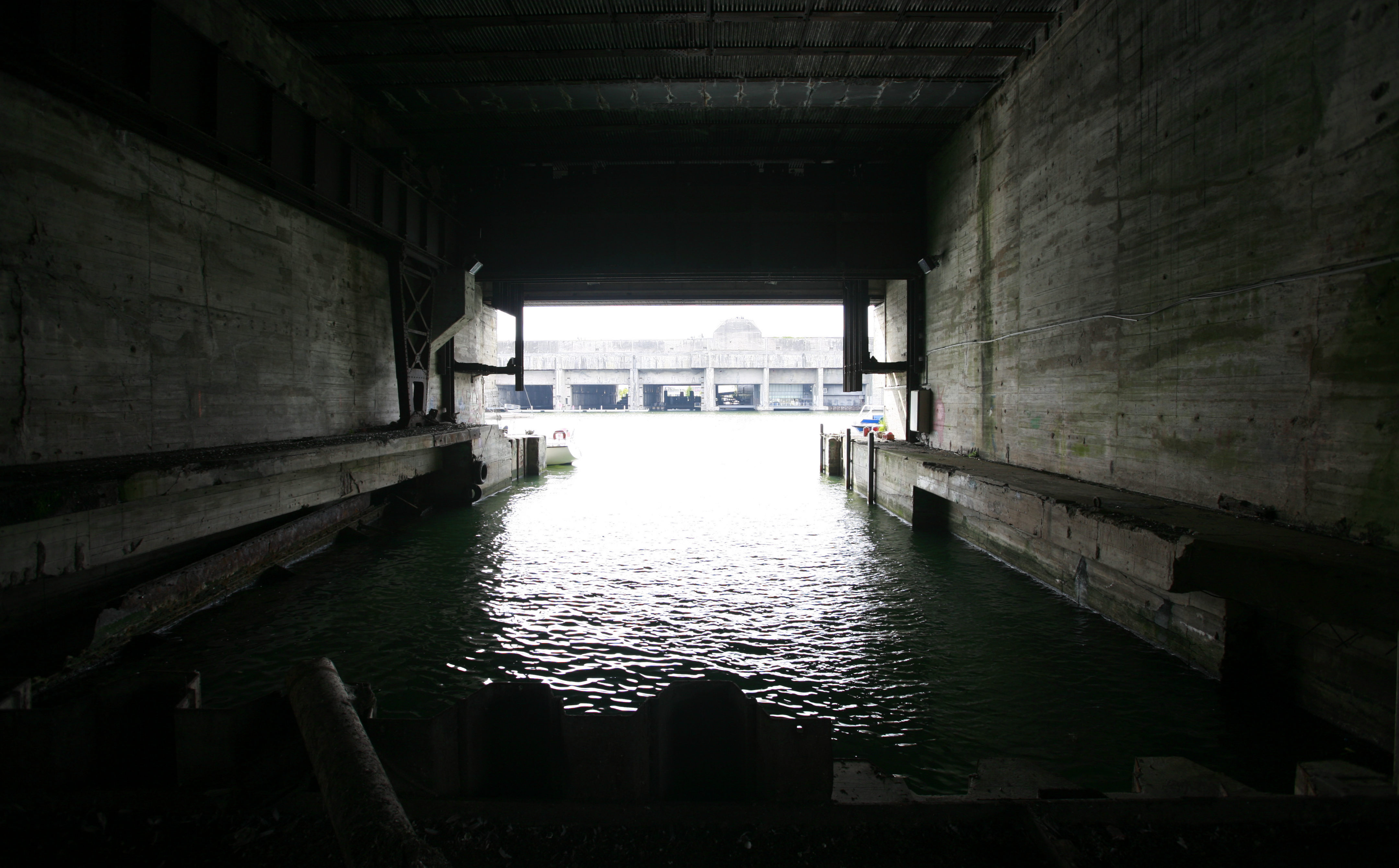
Blick aus der befestigten Schleuse auf die Boxen des U-Boot-Bunkers
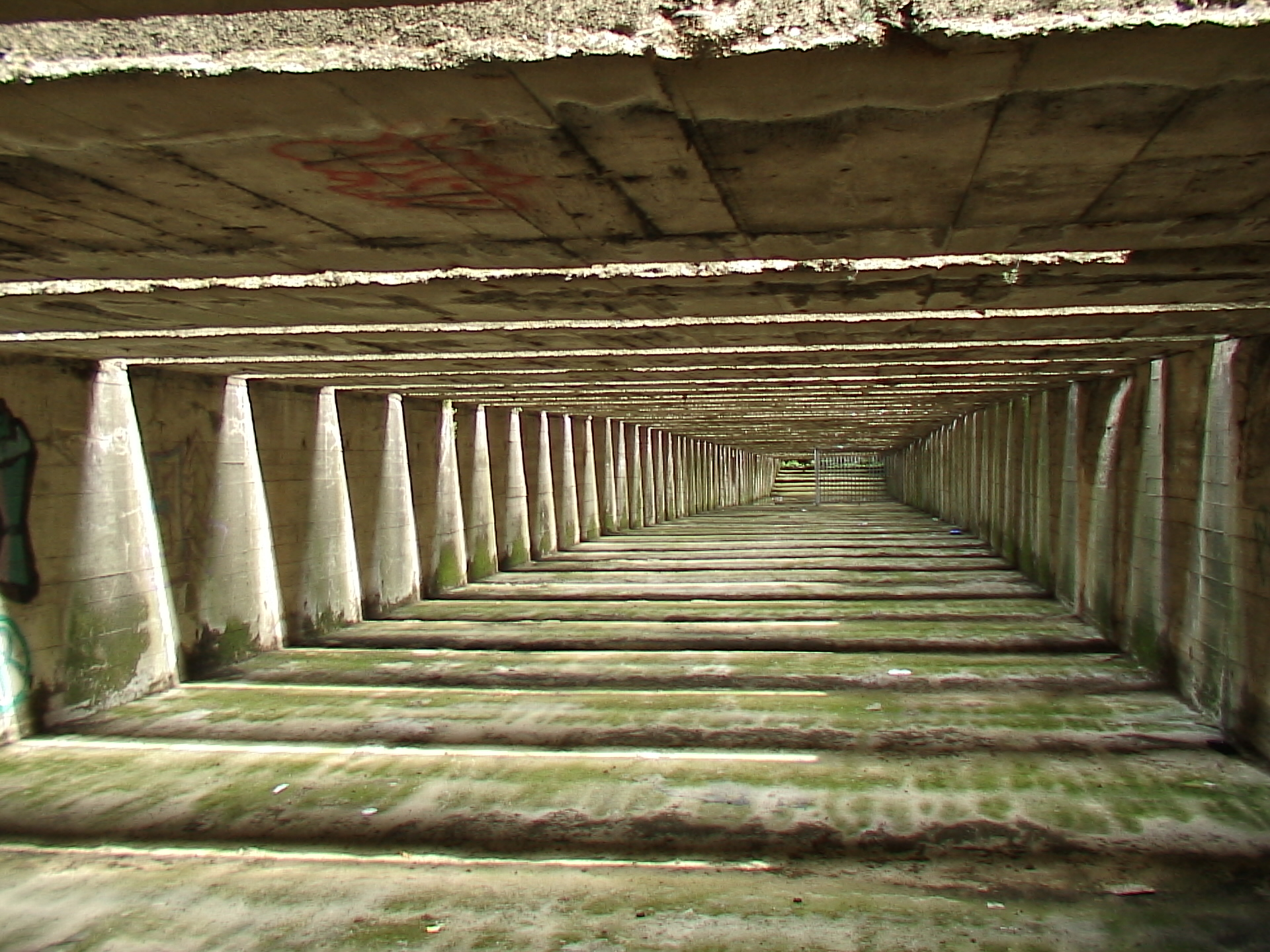
Fangrost

Der Bunker ist 300 Meter lang, 130 Meter breit und 18 Meter hoch, was einer Fläche von 39.000 m² am Boden und einer Betonmenge von 480.000 m³ entspricht. Das Dach ist 8 Meter tief und besteht aus vier Schichten: Die erste ist eine 3,5 Meter dicke Platte aus Stahlbeton; die zweite ist eine 35-cm-Granit- und Betonschicht; die dritte ist eine 1,7 Meter dicke Schicht aus Stahlbeton, und die vierte ist eine als „Fangrost“ bezeichnete Schicht von Stahlträgern, die rund 1,40 Meter stark ist.

## Heutige Nutzung
Im Jahre 1994 beschloss die Stadt Saint-Nazaire, das brachliegende Bunkerareal unter Beibehaltung der historischen Bauten zu einem Standort für verschiedene Museen umzubauen.